# Договор за съвместно сътрудничество и сигурност между САЩ и Япония
Договорът за съвместно сътрудничество и сигурност между Съединените щати и Япония (на японски: 日本国とアメリカ合衆国との間の相互協力及び安全保障条約 или Nihon-koku to Amerika-gasshūkoku to no Aida no Sōgo Kyōryoku oyobi Anzen Hoshō Jōyaku, известен в Япония също като Anpo jōyaku (安保条約;Анпо Джояку) или накратко Anpo (安保; Анпо), е подписан през 1951 г. в Президиото на Сан Франциско след подписването на Договора от Сан Франциско (по-известен като Санфранциски мирен договор) в Операта на Военния мемориал. Поправки в Договора за сигурност между САЩ и Япония са внесени през януари 1960 г.
При първото подписване на Договора той съдържа разпоредби, които позволяват на Съединените щати да се намесват в Източна Азия, за да поддържат мира. Това включва дори намеса във вътрешнте работи на Япония, но тази клауза от договора е премахната в поправената версия. В изменения договор са включени клаузи, които поясняват задълженията за взаимна отбрана и задълженията на САЩ предварително да информират Япония в случай на военна мобилизация, за да облекчат неравностойния статут, предложен в договора, подписан през 1952 г. Договорът установява, че всяко нападение срещу Япония или САЩ, извършено на японска територия би било потенциално опасно за мира и безопасността на съответните държави. Споразумението изисква и двете страни да работят за справяне с всеобщата опасност. За да се улесни това изискване се предвижда постоянно присъствие на американски военни бази в Япония.
Договорът включва също общи разпоредби за по-нататъшното развитие на международното сътрудничество и за подобрено бъдещо икономическо сътрудничество.
Договорът е просъществувал по-дълго от всеки друг съюз между две велики сили след Вестфалския мирен договор от 1648 г. Той има минимален срок от 10 години. Въпреки това, в него се заявява, че ще остане в сила за постоянно, освен ако една от страните не даде едногодишно предизвестие за прекратяване.

## Обобщение
По-ранният Договор за сигурност от 1951 г. предоставил първоначалната основа за отношенията в областта на сигурността между Япония и САЩ. Той бил подписан, след като Япония си възвръща пълен суверенитет в края на съюзническата окупация.
Двустранните преговори за преразглеждане на Пакта за сигурност от 1951 г. започват през 1959 г., а новият Договор за Взаимно Сътрудничество и Сигурност е подписан във Вашингтон на 19 януари 1960 г. Когато на 5 февруари пактът бил внесен в Японския Парламент за ратифициране, той станал обект на ожесточен дебат относно отношенията между Япония и Съединените щати, и повод за насилие при всестранни усилия от страна на лявата опозиция да предотвратят приемането му. На 20 май той бил окончателно одобрен от Камарата на представителите. Депутатите от Японската Социалистическа Партия бойкотирали сесията на долната камара и се опитали да попречат на депутатите от Либерал-Демократическата Партия да влязат в камарата; първите били изведени насилствено от полицията. Последвали масови демонстрации и бунтове на студенти и синдикати. Тези изблици предотвратили планирано посещение в Япония на президента Дуайт Д. Айзенхауер и ускорили оставката на мистър-председателя на Япония – Нобусуке Киши. Това се случило след като договорът бил приет по подразбиране на 19 юни, тъй катоо Камарата на съветниците не успява да вземе решение по въпроса в законовия тридесетдневен срок след одобрението в долната камара. Негативното отношение към договора до голяма степен се дължи на аргумента, че член 6 от договора заплашва суверенитета на Япония. Член 6, както е обяснено по-долу, съдържа Споразумение за статута на силите, което позволява на САЩ да използват военни сили и съоръжения, разположени в Япония, за бойни цели различни от отбраната ѝ.
Започвайки с Член 1, договорът установява, че всяка страна ще се стреми да разреши по мирен начин всички международни спорове. Също така, договорът издигал ООН като основен двигател за справяне с агресията. Член 5, който се занимавал с въоръжени нападения от трета страна, изисквал намесата на Съвета за сигурност на Организацията на Обединените Нации. "Когато Съветът за сигурност предприеме необходимите мерки за възстановяване и поддържане на международния мир и сигурност“ всички мерки предприети от САЩ и Япония трябвало да бъдат прекратени. По-напред, Член 10 разрешавал отмяната на договора, ако и двете страни са съгласни, че ООН е взела необходимите мерки за осигуряване на стабилността на мира и сигурността в региона около Япония, т.е. ако и когато Системата за Колективната Сигурност на ООН влезе в действие.
Съгласно договора и двете страни поели задължение да поддържат и развиват своя капацитет да се противопоставят на въоръжени атаки и да си помагат взаимно в случай на въоръжено нападение върху територии под японска администрация. Подразбира се, че Япония не може да се притече на помощ на Съединените щати, тъй като конституцията ѝ забранява изпращането на въоръжени сили отвъд океана (член 9). По-конкретно, конституцията забранява поддържането на „сухопътни, воено-морски и воено-въздушни сили“. Тя също така изразява отказа на японския народ от „заплахата от използването на сила като средство за уреждане на международни спорове“. Новият договор не обхващал островите Рюкю, но в приложения протокол ставало ясно, че в случай на въоръжено нападение на островите и двете правителства ще обсъдят и ще предприемат съответни действия. За разлика от пакта за сигурност от 1951 г., новият договор предвиждал десетгодишен срок, след който той можел да бъде отменен след едногодишно предизвестие от която и да е от страните.
Член 6 от договора съдържа Споразумение за статута на силите за разполагане на силите на Съединените щати в Япония, със специфики относно предоставянето на съоръжения и зони за тяхното използване, и за управлението им от японски граждани, наети за съоръженията.
В договорените протоколи към договора било посочено, че японското правителство ще бъде консултирано преди големи промени в разполагането на силите на САЩ в Япония или при използването на японски бази за бойни операции, различни от защитата на самата Япония. Покрити са и ограниченията в юрисдикциите на двете държави над престъпления, извършени в Япония от военни служители на Съединените щати.
Пактът за Взаимопомощ в Областта на Сигурността от 1954 г. първоначално включвал програма за военна помощ, която предвиждала Япония да придобие средства, материали и услуги за основна отбрана. Въпреки че Япония вече не получавала помощ от Съединените щати до 60-те години на миналия век, споразумението продължавало да служи като основа за споразумения за закупуване и лицензиране, гарантиращо оперативната съвместимост на оръжията на двете държави и разпространението на класифицирани данни в Япония, включително както доклади на международното разузнаване, така и класифицирана техническа информация.
В Япония имало по-широко разпространени протести, когато пактът бил подновен през 1970 г., но след това те затихнали.
Освен това се наблюдала промяна в японската вътрешна политика. Нобусуке Киши подал оставката си като министър-председател, поддавайки се на широко-разпространените демонстрации срещу договора и още повече САЩ. Киши е наследен от Хаято Икеда.

## Съпротива
Масови демонстрации срещу преразглеждането от 1960 г.
През май и юни 1960 г. се провеждат масови демонстрации пред сградата на парламента, противопоставящи се на принудителното приемане на ревизирания договор през 1960 г. Една организация, сформирана под името Народен Съвет за Спиране на Ревизирания Договор за Сигурност (保 条約 改 定 阻止 国民; Anpo Jōyaku Kaitei Soshi Kokumin Kaigi), координира действията на различни граждански движения, участващи в протестите. През март 1959 г. тя се сформира от 134 членски организации, а до март 1960 г. нараства до мреца от 1633 организации. Те включвали профсъюзи, земеделски и учителски съюзи, поетични кръгове, театрални трупи, студентски и женски организации, майчински групи и групи, свързани с Японската социалистическа партия и Японската комунистическа партия.
Вечерта на 15 юни 1960 г. студентът и студентски активист от Университета на Токио, Мичико Канба, загива в сблъсъци между протестиращи и полиция пред Южната порта на сградата на парламента.
Окинава: Централен въпрос в дебата за продължителното военно присъствие в САЩ е съсредоточаването на войски в малката японска префектура Окинава. Американските военни бази покриват около една пета от Окинава, където служват около 75 процента от американските сили в Япония (Packard, 2010) (Sumida, 2009). Това оставя у много окинавци впечатлението, че макар споразумението за сигурност да е от полза за Съединените щати и Япония като цяло, то ощетява жителите на малкия субтропичен остров.
Друг спорен въпрос за много Окинавци е шумът и замърсяването на околната среда, причинени от американските сили в Япония. Прекомерните съдебни дела през 2009 г., заведени от жителите на Окинава срещу авиобаза Кадена и военновъздушна и военноморска база Футенма, водят до обезщетение на местните от съответно 59 милиона долара и 1,3 милиона долара (Sumida, 2009). Кораловият риф в Окинава, като основна туристическа атракция, страдал от непрекъснатите стрелкови упражнения на военните бази (JCP, 2000). Най-силната опозиция в Окинава обаче е срещу престъпления, извършени от членове на службите на САЩ и техният помощен персонал, като най-скорошния пример е от 1995 г., когато двама морски пехотинци и един медик отвличат и блудстват с 12-годишно момиче от Окинава (Packard, 2010). В началото на 2008 г. държавният секретар на САЩ Кондолиза Райс се извини след серия от престъпления, свързани с американски войски в Япония, включително изнасилването на 14-годишно момиче от морски пехотинец. Американските военни наложили и временна 24-часова забрана за излизане на военните и техните семейства, за да облекчат гнева на местните жители. Някои цитират статистически данни, гласящи че процентът на престъпност на военнослужещите е значително по-нисък от този на местното население на Окинава.
В споразумение от 2006 г. между правителството на Буш и японското правителство, военноморската и военновъздушна база Футенма трябвало да бъде преместена в северния Окинавски град Наго, а 8000 морски пехотинци и техният помощен персонал трябвало да бъдат преместени в Гуам (Packard, 2010). Това споразумение обаче получило много малка подкрепа от Окинавците. След като прекарва няколко месеца в обсъждане къде да се премести базата, Хатояма се отстъпва и позволява първоначалното споразумение да продължи напред, като веднага подава оставка, след като заявява, че не е изпълнил едно от обещанията си.

## Подкрепа за споразумение
Въпреки силната съпротива на Окинавци срещу военното присъствие на САЩ на острова, те демонстрират силна подкрепа за споразумението. Поради страха от нова империалистическа Япония, при изготвянето на следвоенната конституция японските законодатели забранили поддържането на повече от необходимите за самоотбрана въоръжени сили. В резултат на това Япония никога не е харчила повече от един процент от своя БВП за военни разходи (Englehardt, 2010). В замяна на това, че приемат американското военно присъствие в Япония, САЩ се съгласяват да помогнат за защитата на Япония срещу всички външни противници, като Северна Корея например. В допълнение към военната подкрепа, военното присъствие в Окинава допринася към икономиката на най-бедната префектура на Япония. Към 2004 г. 8813 местни жители са работили в американски военни бази, в допълнение към многобройните други, които работят в магазини и барове, където основната клиентела са американски военнослужещи. Като цяло присъствието на САЩ представлява около 5 процента от Окинавската икономика (Fukumura, 2007).
Според проучване на Okinawa Times от 2007 г. 73,4% от японските граждани оценяват договора за взаимна сигурност със САЩ и присъствието на Силите на Съединените щати в Япония.

## Обхват
През 2012 г. Съединените щати поясниха в изявление относно спора за островите Сенкаку, че Договорът за Сигурност между САЩ и Япония обхваща островите и задължава САЩ да ги защитават.
През април 2014 г. президентът на САЩ Барак Обама заяви недвусмислено, че островите Сенкаку ще бъдат обхванати от двустранния договор за взаимно сътрудничество и сигурност в случай на въоръжено нападение срещу тях. Това е първият път, когато действащ президент изрично изразява Американските ангажименти и има за цел да успокои правителството на Япония.
На 19 април 2019 г. Япония и САЩ потвърдиха, че кибератаки също са обхванати от двустранния договор за сигурност като заплахи. Сътрудничеството в отбраната ще се засили за космическото и кибер пространството, както и за електронната война.
|  | Тази страница частично или изцяло представлява превод на страницата Treaty of Mutual Cooperation and Security Between the United States and Japan в Уикипедия на английски. Оригиналният текст, както и този превод, са защитени от Лиценза „Криейтив Комънс – Признание – Споделяне на споделеното“, а за съдържание, създадено преди юни 2009 година – от Лиценза за свободна документация на ГНУ. Прегледайте историята на редакциите на оригиналната страница, както и на преводната страница, за да видите списъка на съавторите. ВАЖНО: Този шаблон се отнася единствено до авторските права върху съдържанието на статията. Добавянето му не отменя изискването да се посочват конкретни източници на твърденията, които да бъдат благонадеждни. |